# Matteo Bandello
Matteo Bandello (ur. w 1485 w Castelnuovo Scrivia, zm. 1561) – włoski dworzanin i pisarz, biskup Agen.

## Życie
Urodził się w rodzinie arystokratycznej w Castelnuovo Scrivia w 1485. Jego ojcem był Giovan Francesco Bandello. Nauki od 1497 pobierał w mediolańskim konwencie Santa Maria delle Grazie. Przeorem konwentu i nauczycielem Mattea był jego wuj, Vincenzo Bandello. Następnie mieszkał razem z wujem w Pawii (od 1500 lub 1501). W latach 1503−1505 uczył się teologii w genueńskim kolegium Santa Maria de Castello. Około 1506 wstąpił w Genui do dominikanów po tym, jak przeżył zarazę (następnie jednak porzucił zakon i rozpoczął karierę poety dworskiego). Gdy wuj Vincenzo został generałem dominikanów, Matteo towarzyszył mu w podróżach do Florencji, Rzymu, Neapolu i Kalabrii, które miały na celu reformy zakonu. Podróżował po klasztorach południowej i środkowej Italii, poznał też życie wielu dworów, m.in. dworu papieskiego Juliusza II i dworu królewskiego Beatrycze Aragońskiej na neapolitańskim zamku Capuano. Wuj zmarł 27 sierpnia 1506, Matteo powrócił wtedy do Santa Maria delle Grazie i w 1507 został wyświęcony na księdza.
W Mediolanie utrzymywał rozległe kontakty z arystokracją lombardzką i środowiskami artystycznymi. Ippolita Sforza Bentivoglio, żona Alessandra Bentivoglio, z którą stale współdziałał, namówiła go do rozpoczęcia pisania nowel. Wzmianka o Ippolicie Betivoglio otwiera najsłynniejsze dzieło Bandella, Novelle. Bandello został dworzaninem Bentinvoglia i w tym charakterze udał się w 1508 na dwór Ludwika XI do Blois. Żył w czasach wojen włoskich, często z powodu zawirowań historycznych zmieniając miejsce pobytu. Jeszcze w Mediolanie przebywał u Massimiliano Sforzy. Do jego znajomych zaliczali się wtedy przedstawiciele rodów arystokratycznych (m.in. Atellani i Sanseverino), a ponadto poetki Cecilia Gallerana e Bergamina i Camilla Scarampa e Guidobuona.
Gdy Francuzi zajęli Mediolan i obalili Sforzów, schronienia i protekcji udzieliła Bandello Izabela d'Este Gonzaga. Odbywał wtedy wiele misji dyplomatycznych w północnych Włoszech. Po bitwie pod Bioccą Sforzowie odzyskali Mediolan i w 1522 Bandello mógł powrócić do miasta. W 1525 miasto zajęli Hiszpanie, a dom Bandella został splądrowany. Schronił się wtedy w Mantui, gdzie jego patronem został Francesco Gonzaga − zapoznał się wtedy ze sprawami wojskowymi. Na dłużej związał się dopiero z domem Cesare Fregosa, weneckiego generała (uchodźcy z Genui).
Fregoso stacjonował w Weronie, tam też Bandello mieszkać miał od 1529 do 1536. W 1536 podążył razem z Fregosem do Francji, zatrzymując się na krótko w Castelgoffredo. We Francji poznał królową Małgorzatę z Nawarry, patronkę renesansu francuskiego. Przetłumaczył tam na język włoski Hekubę Eurypidesa i poświęcił to dzieło królowej. Stał się ulubieńcem wielu dam dworskich, którym dedykował (ogłaszane jako platoniczne) poezje miłosne. 2 czerwca 1542 Fregoso został zamordowany z rozkazu cesarza Karola V. Po tym wydarzeniu wraz z wdową Gostanzą Rangoną Bandollo udał się do Wenecji, a następnie do Bazens, gdzie wdowa żyła pod protekcją króla Francji Franciszka I. Tam aż do śmierci oddawał się pracy literackiej. W 1550 został biskupem pobliskiego Agen, stając się następcą Antonia della Rovere.

## Twórczość
Pierwsze próby literackie Bandella przypadają na okres nauki w Genui. Tam jego przyjacielem był Giambattista Cattaneo, utalentowany młody mnich, który zmarł w czasie zarazy. Około 1501 Bandello napisał jego łaciński żywot, Religiosissimi Fratris Joannis Baptistae Cattanei Genuensis vita. Ta literacka biografia stanowi dokument tak życia duchowego Bandella, jak i życia codziennego dominikańskiego konwentu jego czasów.
Jego najbardziej znanym dziełem jest Novelle, obszerny (214 utworów) zbiór potoczystych, ludowych opowieści ogłaszanych między 1554 a 1573. Pierwsza z nich [I, 18] powstała prawdopodobnie w 1505, w czasie romansu z Violante Borromeą, której jest dedykowana; do zbierania swoich nowel namówiła go zaś Ippolita Sforza. Drukiem pierwsza część nowel (Le tre parti de le Novelle del Bandello) ukazała się jednak dopiero w 1554 w Lukce, wydana przez Francesco Busdrago. Obejmowała ona 186 nowel, pozostałe 28 ukazało się w Lyonie w 1573, 12 lat po śmierci Bandella.
Wzorowane były one na Dekameronie Boccaccia, same stały się szeroko znane także poza Włochami i były inspiracją dla Cervantesa, Lopego de Vegi czy fabuł sztuk Szekspira (Romeo i Julia, Wiele hałasu o nic, Wieczór Trzech Króli). Od czasów Boccaccia nowela stała się w literaturze włoskiej gatunkiem silnie utrwalonym − Bandello podjął próby zerwania ze zbyt silnym wzorowaniem się na mistrzu gatunku, przede wszystkim zrywając w pewnym stopniu z zasadą konstrukcji ramowej i starając się nadać swoim utworom luźniejszą konstrukcję. Każda z nowel miała pozór autentycznej historii, każdą poprzedza wstęp wyjaśniający okoliczności poznania opowieści (stanowiący jednocześnie dedykację dla przyjaciół i protektorów); w rzeczywistości jednak fabuły zaczerpnięte były ze źródeł literackich.
Nowele Bandolla są niejednorodne stylistycznie, lekka narracja przeplata się w nich z suchym opisem. Stanowić to może konsekwencję różnorodności opisywanych sytuacji. W sumie są one barwnym dokumentem życia epoki, przede wszystkim zaś życia świata dworskiego: władców, dam, dworzan, artystów, wojskowych. Celem noweli jest przede wszystkim rozrywka dworska, przedstawiają one przy tym zdarzenia różnorodne i świat pełen życia i namiętności.
Zbiór poezji Le tre Parche, ne la natività del signor Giano, primogenito del signor Cesare Fregoso e de la signora Gostanza Rangona sua consorte z 1531, pisany w terza rima, dedykowany jest Giano, synowi generała Fregoso. Między 1535 a 1538 powstały poezje w oktawach Canti XI de le lodi de la signora Lucrezia Gonzaga da Gazuolo, w 1544 Małgorzata z Nawarry otrzymała jeden z ich rękopisów. Królowej Małgorzacie dedykowany był także przekład Hekuby Eurypidesa z 1539. Canti XI i Le tre Parche ukazały się drukiem w Agen w 1545.
Zaginął natomiast w czasie oblężenia Mediolanu w 1525 (wzmiankowany w noweli II, 11) słownik, który układał Bandello na podstawie autorów łacińskich, razem z wieloma nowelami i poezjami.